# Bantoevolken
De Bantoevolkeren zijn een groep volkeren in Centraal- en zuidelijk Afrika, die Bantoetalen spreken. Het verspreidingsgebied van de Bantoe beslaat ongeveer een derde van het Afrikaanse continent. Het woord “Bantoe” betekent in bepaalde Bantoetalen “mensen” en is een meervoudsvorm van het woord “Moentoe” (één mens).

## Taal
De Bantoetalen maken deel uit van de Niger-Congo-taalfamilie, die voornamelijk zuidelijk van de Sahara (in de sub-Sahara) worden gesproken. Vermoedelijk ligt de oorsprong van de
Bantoetalen in het grensgebied van Nigeria en Kameroen. Het verspreidingsgebied van de Bantoe wordt gekenmerkt door een veel grotere taalkundige homogeniteit dan de meeste andere delen van dit continent. Onder taalkundigen en archeologen bestaat er een consensus dat dit het gevolg is van de betrekkelijk recente verspreiding van deze volksgroep.
Bantoetalen worden thans gesproken in Zuid-Kameroen, in het zuidoosten van Nigeria, in Gabon, Republiek Congo, Congo-Kinshasa, Oeganda, Kenia, Somalië, Tanzania, Angola, Zambia, Malawi, Mozambique, Zimbabwe, Namibië, Botswana en Zuid-Afrika.

## Geschiedenis
De voorouders van de Bantoe zouden omstreeks 1000 v.Chr. begonnen zijn door te dringen in het Centraal-Afrikaanse regenwoud, waarschijnlijk langs de grote rivieren. Van daaruit zouden zij de omgeving van het Victoriameer hebben bereikt, die een secundair centrum zou worden vanwaar zij zich in de eerste eeuwen van onze tijdrekening over een groot deel van Oost-Afrika zouden verspreiden. Inmiddels hadden de proto-Bantoe ook de kunst van het bereiden en smeden van ijzer geleerd. De combinatie van landbouw en ijzeren werktuigen verschafte hen een technisch en numeriek overwicht over de Pygmeeën, Khoikhoi en San, die tot dan toe Centraal- en Zuidelijk Afrika hadden bevolkt. Deze oerbevolking werd grotendeels door de Bantoe geabsorbeerd of verdreven. Alleen in het Centraal-Afrikaanse regenwoud (pygmeeën) en in de woestijnen en halfwoestijnen van Namibië en Botswana (San) kon deze oerbevolking zich enigszins handhaven.
Aan de oostkust van Afrika hebben de proto-Bantoe in de eerste eeuwen van onze jaartelling waarschijnlijk ook zeevaarders uit het Maleise gebied ontmoet (de mensen die in die tijd Madagaskar koloniseerden), van wie ze de banaan leerden kennen, een plant die in het regenwoud veel productiever was dan de tot dan toe door de Bantoe geteelde granen en knolgewassen.
In Oost-Afrika namen de Bantoe van Koesjitische veehoudende volkeren de runderteelt over, die voortaan een grote rol zou spelen in de economie van de Bantoe van Oost- en Zuidoost-Afrika.
Omstreeks 1000 na Chr. begonnen de Bantoe ook door te dringen in het huidige Zuid-Afrika. De Visrivier werd uiteindelijk de grens van de Bantoe-expansie, waarschijnlijk omdat de daarachterliggende Kaapregio een mediterraan klimaat met winterregens kende waarin hun tropische landbouwgewassen niet konden gedijen. De Khoikhoi en de San van de Kaap konden zich hierdoor tot de komst der Nederlanders handhaven.